# Belgiske 3. Amatør Division
Belgiske 3. Amatør Division er navnet på den fjerde bedste fodboldrække i Belgien. 
Divisionen består af fire separate ligaer hvor to af dem er med hold med licens i Voetbalfederatie Vlaanderen (VFV, Den flamsktalende del af Belgiens fodboldforbund), samt to ligaer med hold som har licens fra Association des Clubs Francophones de Football (ACFF, Den fransktalende del af Belgiens fodboldforbund).
| Fodbold | Spire Denne artikel om en fodboldturnering er en spire som bør udbygges. Du er velkommen til at hjælpe Wikipedia ved at udvide den. |